# دانس مان
دانس مان (ダンス☆マン) (اسمه الحقيقي هيدِكي فُجيساوا (藤沢秀樹 فُجيساوا هيدِكي)) هو مغني ياباني ولد في 12 أكتوبر 1963 في سايتاما.
هو معروف بأداء «أفرو غُنسو» من مسلسل الأنمي كيرورو غنسو.

## روابط خارجية
- دانس مان على موقع ميوزك برينز (الإنجليزية)
- دانس مان على موقع ميوزك برينز (الإنجليزية)
- دانس مان على موقع ديسكوغز (الإنجليزية)